# William Whiting (Dichter)
William Whiting (* 1. November 1825 in Kensington in London; † 3. Mai 1878 in Winchester in der Grafschaft Hampshire) war ein englischer Dichter, dessen Bekanntheit heute auf der Hymne Eternal Father, Strong to Save von 1860 beruht, die später als The Navy Hymn von der Royal Navy für Gottesdienste verwendet und danach von der US Navy übernommen wurde.
Whiting erhielt seine Bildung in Chapham und am Winchester College. Wegen seiner musikalischen Fähigkeiten war er für 36 Jahre Leiter des Winchester College Choristers’ School. Obwohl er heute für die Hymne Eternal Father, Strong to Save bekannt ist, publizierte er auch zwei Gedichtsammlungen: Rural Thoughts (1851) und Edgar Thorpe, or the Warfare of Life (1867).
Zu seinem Werk gehören die Hymnen
- Amen, the Deed in Faith Is Done
- Eternal Father, Strong to Save
- Jesus Christ Our Savior
- Jesus, Our Lord, Our Childhood’s Pattern
- Lord God Almighty, Everlasting Father
- Now the Billows, Strong and Dark
- Now the Harvest Toil Is Over
- O Father of Abounding Grace
- O Father, Who the Traveler’s Way
- O Lord the Heaven Thy Power Displays
- Onward Through Life Thy Children Stray
- We Thank Thee Lord, for All
- When Jesus Christ Was Crucified

Whiting starb am 3. Mai 1878 in Hampshire und ist dort auf dem West Hill Cemetery begraben.